# Introspect
Introspect, amerikanske rockartisten Joe Souths första studioalbum, utgivet 1968 på skivbolaget Capitol records.
Countrysångerskan Lynn Anderson nådde amerikanska singellistans 3:e och englandslistans 6:e plats med "Rose Garden" 1971.
Introspect gavs ut på CD 2003, tillsammans med Souths andra album Don't It Make You Want to Go Home, på det australiska skivbolaget Raven.
Albumet nådde Billboard-listans 117:e plats.

## Låtlista
Samtliga låtar skrivna av Joe South. Singelplacering i Billboard inom parentes. Placering i England=UK
1. "All My Hard Times" - 2:52
2. "Rose Garden" - 2:46
3. "Mirror of Your Mind" - 4:32
4. "Redneck South" - 3:12
5. "Don't Throw Your Love to the Wind" - 2:46
6. "The Greatest Love" - 2:28
7. "Games People Play" - 3:30 (#12, UK #6)
8. "These Are Not My People" - 2:28
9. "Don't You Be Ashamed" - 3:09
10. "Birds of a Feather" - 4:14 (#96)
11. "Gabriel" - 7:11